# اتحاد شركات الطيران الأوروبية
اتحاد شركات الطيران الأوروبية،(بالإنجليزية: Association of European Airlines)، هو تحالف شركات الطيران الأوروبية، ويمثل أكثر من 31 شركة طيران.

## أعضاء اتحاد شركات الطيران الأوروبية
- خطوط أدريا الجوية (SA)
- خطوط ايجه الجوية
- طيران البلطيق
- الخطوط الجوية الفرنسية
- طيران مالطا
- طيران صربيا
- الخطوط الجوية الإيطالية
- الخطوط الجوية النمساوية
- الخطوط الجوية البريطانية
- خطوط بروكسل الجوية
- كارغولوكس
- الخطوط الجوية الكرواتية
- الخطوط الجوية القبرصية
- الخطوط الجوية التشيكية
- لوفتهانزا
- دي إتش إل للطيران
- فين إير
- الخطوط الجوية الأيبيرية
- طيران آيسلندا
- الخطوط الجوية الملكية الهولندية
- خطوط لوت الجوية البولندية
- لوكس إير
- الخطوط الجوية الإسكندنافية
- الخطوط الجوية الدولية السويسرية
- تاب برتغال
- تاروم
- خطوط تي أن تي الجوية
- الخطوط الجوية التركية
- الخطوط الجوية الدولية الأوكرانية
- خطوط فيرجن أتلانتيك الجوية